# العلاقات الألمانية الكورية الشمالية

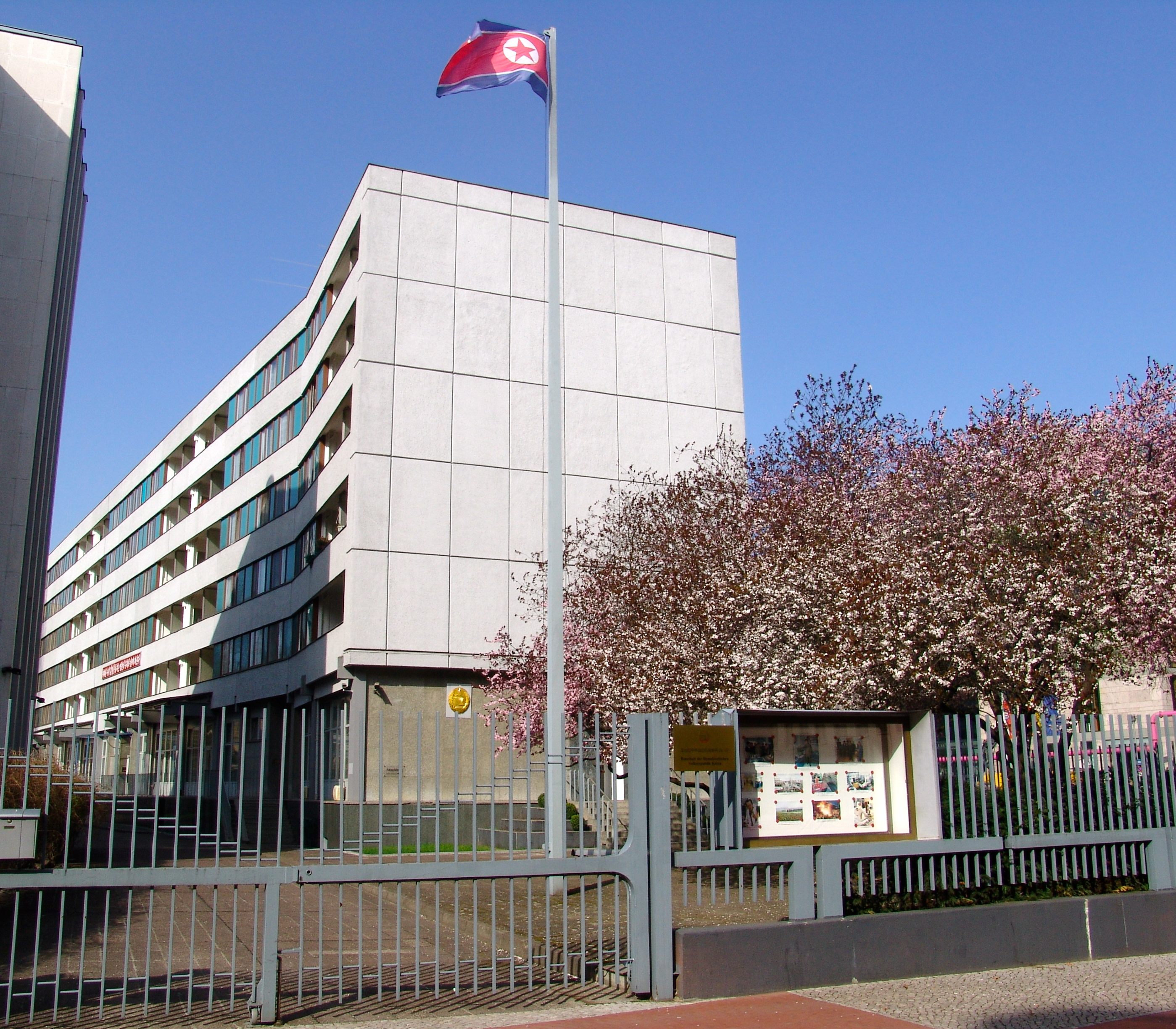
السفارة الكورية الشمالية في برلين

العلاقات الألمانية الكورية الشمالية هي العلاقات الثنائية بين ألمانيا وجمهورية كوريا الديمقراطية الشعبية، والمعروفة باسم كوريا الشمالية. حافظت ألمانيا الشرقية على علاقات دبلوماسية فقط مع كوريا الشمالية خلال الحرب الباردة، وحافظت ألمانيا الغربية على علاقات دبلوماسية فقط مع كوريا الجنوبية. انتهى وجود ألمانيا الشرقية عند إعادة توحيد الألمانيتين، مما أدى إلى توقف العلاقات الدبلوماسية بين ألمانيا وكوريا الشمالية. عين البلدان دولتان حاميتان لتمثيل مصالحهما في الدولة الأخرى، فكانت السويد الدولة الحامية لألمانيا، وكانت الصين الدولة الحامية لكوريا الشمالية.
أقامت ألمانيا وكوريا الشمالية العلاقات الدبلوماسية مع بعضهما البعض في عام 2001. ما تزال السفارة الألمانية في بيونغيانغ في مجمع سفارة ألمانيا الشرقية القديم، والذي يحتوي الآن على السفارتين السويدية والبريطانية.لم تجر زيارات للوفود الحكومية على المستوى الوزاري إلى ألمانيا أو كوريا الشمالية منذ إقامة العلاقات الدبلوماسية. كان هناك العديد من الزيارات الرسمية إلى كوريا الشمالية من قبل أعضاء البوندستاغ الألماني.
أظهر استطلاع إذاعة بي بي سي العالمية لعام 2013 إلى أن 3% فقط من الألمان ينظرون إلى تأثير كوريا الشمالية بشكل إيجابي، وأعرب 90% عن وجهة نظر سلبية، وهي واحدة من أكثر وجهات النظر السلبية لكوريا الشمالية في العالم.

## السفارة الألمانية في بيونغ يانغ
حاولت ألمانيا إدخال كوريا الشمالية في المحادثات السداسية لمناقشة المشكلة مع برنامج كوريا الشمالية للأسلحة النووية؛ وذلك عندما أعيد إنشاء السفارة الألمانية في بيونغ يانغ بعد عشر سنوات. فرضت ألمانيا عقوبات بسبب التجارب النووية في يناير وفبراير وسبتمبر عام 2016، وتبعت الأمم المتحدة والاتحاد الأوروبي. أثر هذا على العلاقات الثنائية بين البلدين، وأدى إلى وقف شحن السلع الكمالية، بالإضافة إلى حظر الأسلحة والتجارة الخارجية والعقوبات الأخرى التي يمكن أن تؤثر على توسع التجارب النووية بشكل أكبر.
سعت ألمانيا إلى التبادل السلمي مع توفير التعليم بشروط المنح الدراسية للطلاب الكوريين أو إحضار اللغة الألمانية إلى كوريا؛ وذلك قبل الرد الدولي القاسي على الاختبار المحظور للصواريخ والأسلحة النووية في كوريا الشمالية. وفرت ألمانيا تبعًا لذلك منصبًا لمحاضر ألماني بمساعدة الهيئة الألمانية للتبادل الثقافي في جامعة كيم إل سونغ. كان هناك محاضران في الجامعة لتعليم اللغة الألمانية في الثمانينيات، وكانت هناك علاقات وثيقة مع قسم الدراسات الكورية في جامعة هومبولت في برلين. كان بإمكان الكثير من الكوريين الشماليين زيارة ألمانيا والاستفادة من التبادل الثقافي في ذلك الحين.
تجسد أحد الأسباب بسياسة الشمس المشرقة التي اتبعها الرئيس الكوري الجنوبي السابق كيم داي جنغ، وعلاقات دبلوماسية جديدة وأفضل مع كوريا الشمالية، وتمكن قلة من أعضاء الاتحاد الأوروبي ومن ضمنهم ألمانيا كدولة ثقافية من تنفيذ مشاريع مع معهد غوته مثلًا. لم تتمكن ألمانيا مؤخرًا من استضافة الباحثين الكوريين الشماليين مثل المهندسين أو العلماء بسبب عقوبات الأمم المتحدة.

## سفارة كوريا الشمالية في برلين
عادت كوريا الشمالية أيضًا إلى مبنى سفارتها القديم في برلين، والذي استخدموه في الوقت الذي كانت ألمانيا ما تزال فيه مقسمة، مثلما فعلت ألمانيا في بيونغ يانغ، وذلك بعد إعادة العلاقات الدبلوماسية الثنائية بين كوريا الشمالية وألمانيا. استُبدِل السفير السابق لكوريا الشمالية، هونغ تشانغ إيل، بالسفير الحالي هونغ ري سي في عام 2011.
يُستخدم المبنى الذي كان مشغولًا بالكامل بممثلي كوريا الشمالية للسفارة فقط وبشكل جزئي. انتقل المبنى الرسمي إلى غلينكغاشتغاسه 5-7 في برلين، لذلك تُستخدم الأجزاء الأخرى من هذا المبنى في الوقت الحاضر كنزل للسياح من بين استخدامات أخرى. هددت ألمانيا بإغلاق النزل من أجل الحد من قدرة الأسلحة النووية في بيونغ يانغ في مايو عام 2017.

## مقارنة بين البلدين
هذه مقارنة عامة ومرجعية للدولتين:
| وجه المقارنة                                              | ألمانيا                                                                              | كوريا الشمالية                        |
| --------------------------------------------------------- | ------------------------------------------------------------------------------------ | ------------------------------------- |
| المساحة (كم2)                                             | 357.41 ألف                                                                           | 120.54 ألف                            |
| عدد السكان (نسمة)                                         | 81.29 مليون                                                                          | 25.49 مليون                           |
| الكثافة السكانية (ن./كم²)                                 | 227.44                                                                               | 211.47                                |
| العاصمة                                                   | بون، برلين                                                                           | بيونغيانغ                             |
| اللغة الرسمية                                             | اللغة الألمانية                                                                      | لغة كوريا الشمالية القياسية ‏          |
| العملة                                                    | يورو، مارك ألماني                                                                    | وون كوري شمالي                        |
| الناتج المحلي الإجمالي (بليون دولار)                      | 3.68 تريليون                                                                         |                                       |
| الناتج المحلي الإجمالي (تعادل القوة الشرائية) بليون دولار | 3.92 تريليون                                                                         |                                       |
| الناتج المحلي الإجمالي الاسمي للفرد دولار أمريكي          | 41.31 ألف                                                                            |                                       |
| الناتج المحلي الإجمالي للفرد دولار أمريكي                 | 46.40 ألف                                                                            |                                       |
| مؤشر التنمية البشرية                                      | 0.926                                                                                |                                       |
| رمز المكالمات الدولي                                      | +49                                                                                  | +850                                  |
| رمز الإنترنت                                              | .de                                                                                  | .kp                                   |
| المنطقة الزمنية                                           | توقيت وسط أوروبا، ت ع م+01:00، ت ع م+02:00، توقيت أوروبا الوسطى المعياري (ت غ م +1) ‏ | ت ع م+08:30، ت ع م+08:30، ت ع م+09:00 |

## منظمات دولية مشتركة
يشترك البلدان في عضوية مجموعة من المنظمات الدولية، منها:
| علم المنظمة | اسم المنظمة                          | تاريخ انضمام ألمانيا | تاريخ انضمام كوريا الشمالية |
| ----------- | ------------------------------------ | -------------------- | --------------------------- |
|             | يونسكو                               | 11 يوليو 1951        | 18 أكتوبر 1974              |
|             | الاتحاد الدولي للاتصالات             | 1866                 | ?                           |
|             | الأمم المتحدة                        | 18 سبتمبر 1973       | 17 سبتمبر 1991              |
|             | منظمة الطيران المدني الدولي          | 1956                 | ?                           |
|             | الصندوق الدولي للتنمية الزراعية      | 14 أكتوبر 1977       | ?                           |
|             | منظمة الأمم المتحدة للتنمية الصناعية | 21 يونيو 1985        | ?                           |
|             | المنظمة العالمية للملكية الفكرية     | 19 سبتمبر 1970       | ?                           |
|             | المنظمة البحرية الدولية              | 7 يناير 1959         | ?                           |
|             | الاتحاد البريدي العالمي              | 1 يوليو 1875         | ?                           |
|             | المنظمة الهيدروغرافية الدولية        | ?                    | ?                           |
|             | المنظمة العالمية للأرصاد الجوية      | 10 يونيو 1954        | ?                           |
|             | منظمة السياحة العالمية               | 1976                 | ?                           |
|             | منظمة الأغذية والزراعة               | 7 نوفمبر 1950        | ?                           |
|             | منظمة الصحة العالمية                 | 29 مايو 1951         | ?                           |

## وصلات خارجية
- موقع وزارة الخارجية الألمانية
- موقع وزارة الخارجية الكورية الشمالية